# Swidérienkulturen

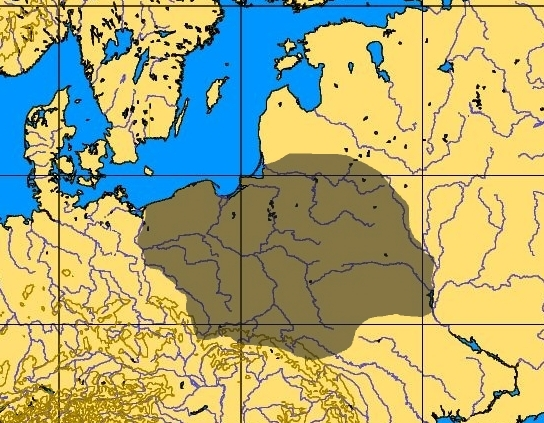
Karta över det område som beboddes av Swidérienkulturen.

Swidérienkulturen (eng. Swiderian, Sviderian eller Swederian culture) är namnet på ett paleolitiskt distinkt kulturkomplex i Polen och omgivande områden, som utvecklades på sanddynerna efter den retirerande inlandsisen. Kulturen var spridd till nordöstra Polen, Litauen och Belarus vid slutet av istiden mellan 11000 och  9500 f Kr.
Det är en motsvarighet vid samma tid som  Ahrensburgkulturen i dagens Tyskland med omgivande länder, Brommekulturen i Danmark och Hensbackakulturen i Sverige. Namnet kommer efter en boplats Świdry Wielkie i Otwock, sydöst om Warszawa. 

## Utbredning

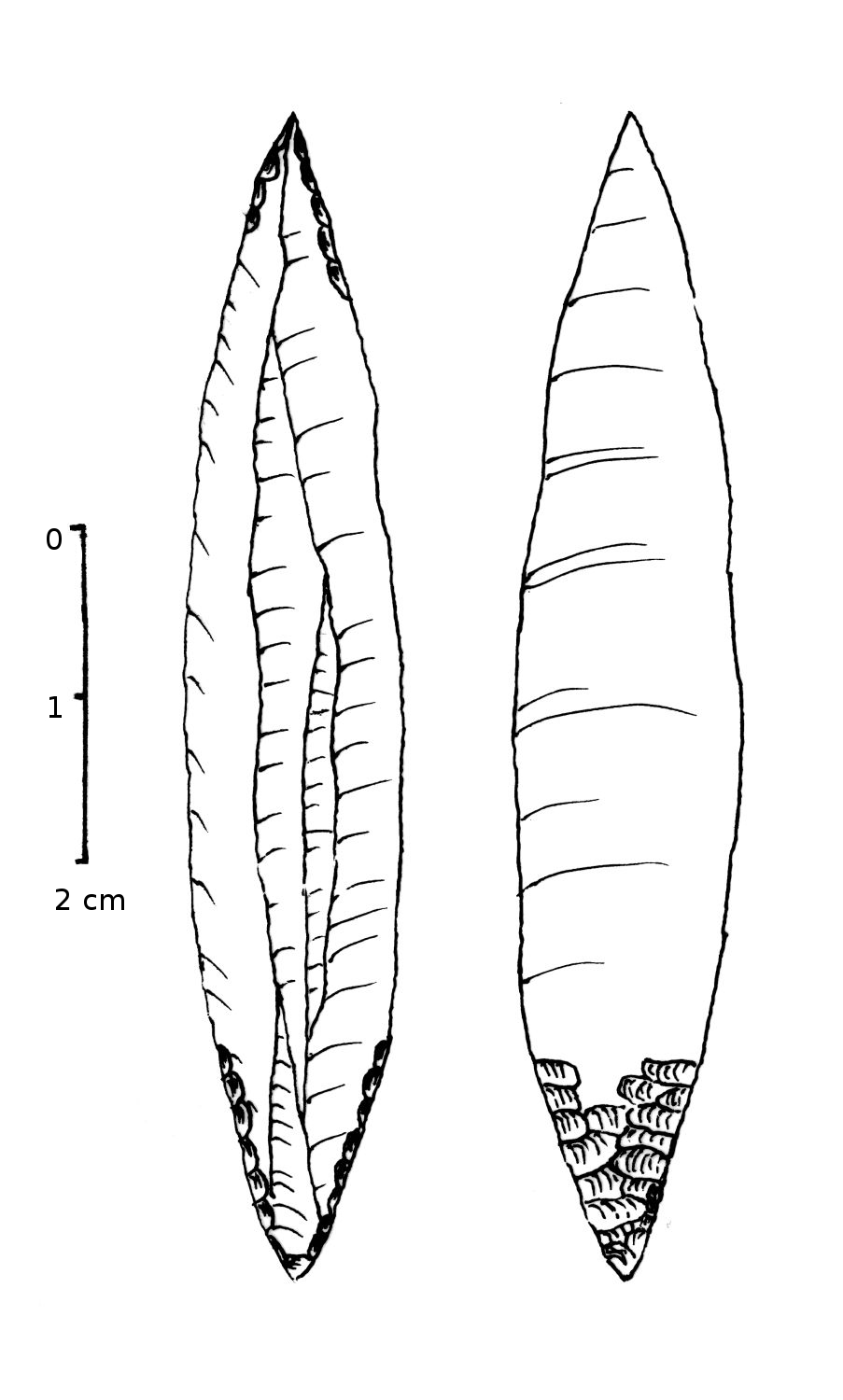
Świderien pilblads spets.

De flesta bosättningarna har hittats i låglandet i Nordeuropa mellan Oder och Njemen och flodområdet för  Prypjat  det vill säga Polen, Litauen, Belarus, och norra Ukraina. Detta är Swiderienkulturens centrala område. Färre bosättningar har upptäckts vid Dnepr och dess biflöden, Desna och Sozj  liksom norrut i Daugavas flodområde. Isolerade bosättningar har hittats i ett större område, i östra Tyskland, Tatrabergen och östra Karpaterna i Slovakien, Polen och Rumänien. En del av den sena Swideriankulturen är strödda till södra Ukraina och Krim och var en del i formandet av den lokala mesolitiska kulturen.
Tidiga bosättningar har ofta fynd på smärre ytor, ofta flera stycken på samma plats medan senare bosättningar har ofta större utbredning utan små grupper av fynd. Tångespetsarna i tidig tid är oftare korta och blir längre senare. Andra fasen av boplatsen Pasieniai-lC, innehöll två olika kulturer: sen Swderienkultur med bipolära kärnor, projektilspetsar med  utmärkande tånge och inte så stor tånge  och  Kundakultur med enkla plattformar, koniska pyramidiska kärnor och mikroblad och Pullispetsar mer enkla skrapor, inga dubbelskrapor och mesolitiska irreguljära trapetsformade artefakter.

## Litauen
2005 fann 140 registrerade bosättningar av Swideriankulturen i Litauen. Kulturen är spridd i hela Litauen framför allt söder om floden Njemen. Boplatserna ligger vid flodstränderna och grunda sjöar. Även floden Sventoji har boplatser men främst i det lägre loppet av floden. Kulturen kan delas in i två faser. I äldsta fasen var slagtekniken mindre välutvecklad. Spetsarna har tånge med  rak retusch på båda sidorna av tången vilket är karakteristiskt och utskiljande från Ahrensburgskultur. Tången skapas genom att slagbulan på bladet avlägsnas då kanterna på bladet naggas och sedan bryts bladet. Spetsen formas med en diagonal retusch. Egidijus Šatavicius anser att kulturen har utvecklats ur Brommekulturen. 

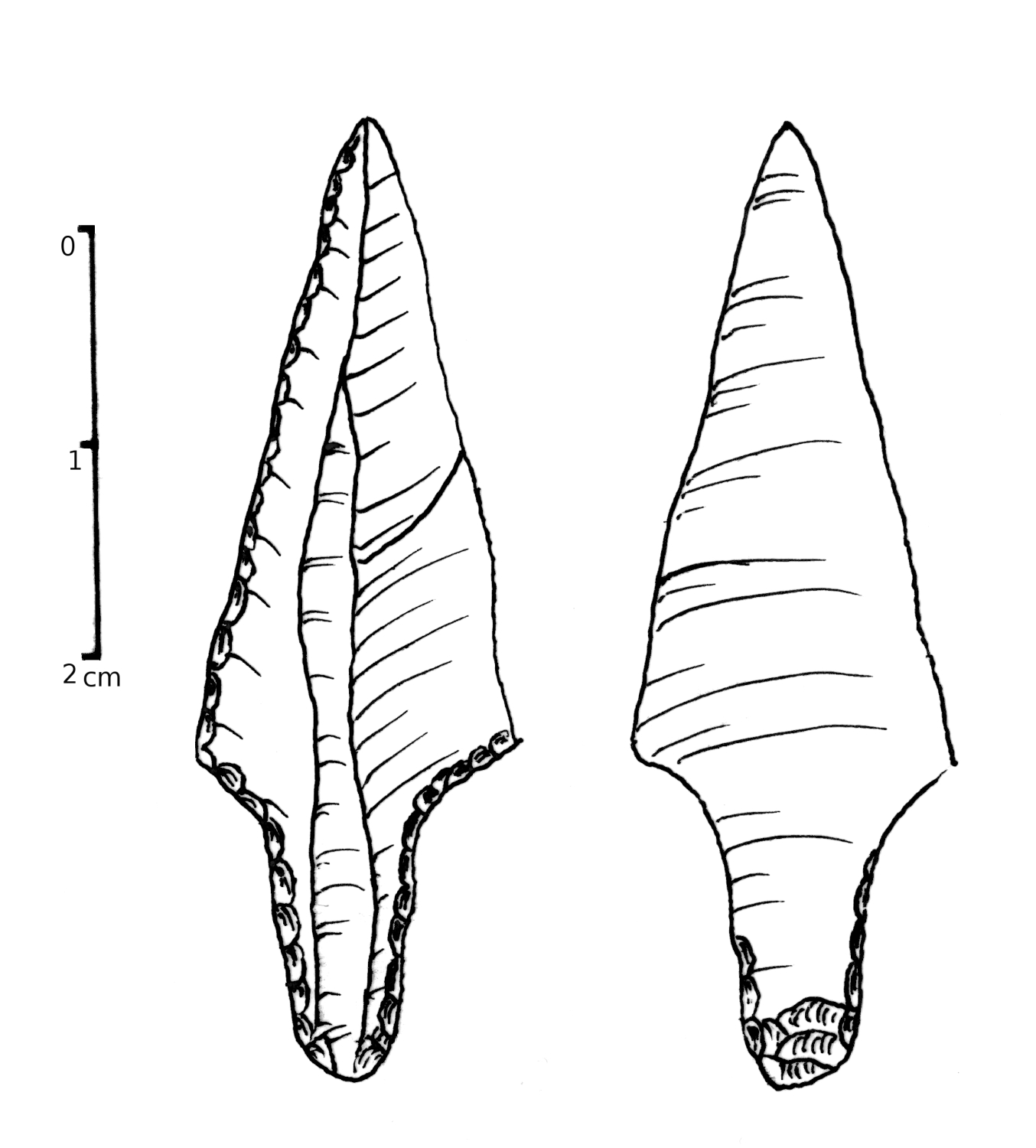
Świderien spets

Post-Swidérienkulturer är kulturer som förmodas härstamma från Swidérienkulturen. Exempelvis anses många av de äldsta mesolitiska fynden i Baltikum och Finland vara post-Swiderianska men även den ryska Butovokulturen har rötter i Swideriankulturen.